# Яковенко, Александр Сергеевич
Алекса́ндр Серге́евич Якове́нко (род. 22 февраля 1998, Караганда, Республика Казахстан) — российский хоккеист, защитник.

## Биография
Родился в семье хоккеиста Сергея Яковенко, выступавшего за сборную Казахстана. Воспитанник системы местного ХК «Юность». Признавался лучшим игроком клуба и был капитаном команды. Затем, переехав в Челябинск, перешел в хоккейную школу «Мечела». С 2014 года — игрок системы ХК «Трактор», считался одним из ее самых перспективных защитников. С 2014 года выступал за команду МХЛ «Белые Медведи», с 2016 — за клуб ВХЛ «Челмет». За незаурядные способности в качестве атакующего защитника его сравнивали с известным хоккеистом, обладателем Кубка Стенли Сергеем Гончаром. В 2015 году в составе сборной России принял участие в юниорском чемпионате мира в Швейцарии. Играл составе юниорской сборной 1998 года рождения под руководством главного тренера Виталия Прохорова против клубов МХЛ.
В январе 2018 года расторг контракт с «Трактором» и стал игроком клуба USHL «Маскигон Ламберджекс», где выступал вместе с сыном Игоря Ларионова. В 2019 году — заключил двухлетний контракт с клубом финской Лииги «Юкуритом», где за один неполный сезон стал одним из самых результативных защитников команды. В январе 2020 года был включен в олимпийскую сборную России, в составе которой принял участие в турнире «Kaufland Cup».
В феврале 2020 года перешел на правах аренды до конца сезона в клуб Швейцарской национальной хоккейной лиги «Биль», став первым российским хоккеистом в NLA без швейцарского паспорта. Однако, за эту команду сыграл всего три матча и сезон 2020-2021 провел в «Юкурите».